# Chlorita tarrogonica
Chlorita tarrogonica är en insektsart som beskrevs av Dlabola 1975. Chlorita tarrogonica ingår i släktet Chlorita och familjen dvärgstritar.
Artens utbredningsområde är Spanien. Inga underarter finns listade i Catalogue of Life.